# Borovice Bungeova
Borovice Bungeova (Pinus bungeana) je čínská tříjehličná pomalu rostoucí a středně vysoká borovice, s nápadnou, v nepravidelných plátech se odlupující, borkou, a s rozvětveným kmenem; v Asii často vysazovaná kolem chrámů a na hřbitovech, v Evropě a v USA pěstovaná v několika arboretech.

## Synonyma
- Pinus excorticata.

## Popis
Stálezelený, jehličnatý, větrosprašný, jednodomý a pomalu rostoucí strom, dorůstající do výšky 30 m. Kmen je jednotlivý nebo u základny rozvětvený, a dosahuje průměru 3 m. Koruna je široce jehlanovitá nebo deštníkovitá. Borka je u mladých stromů hladká a mdle šedá, u starších křídově bílá; se světlou vnitřní borkou; borka se odlupuje v malých nepravidelných a tenkých vločkovitých plátech, podobně jako u platanu. Letorosty prvního roku jsou šedozelené a hladké. Zimní pupeny jsou 12 mm dlouhé, složené z červenohnědých šupin, vejčité a bez pryskyřice. Jehlice jsou tuhé, tmavozelené, ploché, při poranění vydávají silnou vůni; jehlice se vyskytují ve svazečcích po 3, jehlice jsou 5-10 cm dlouhé a 0,5-2 mm široké, na okrajích jemně zubaté a s ostrou špičkou; s 6-7 okrajovými pryskyřičnými kanálky, vzácně též 1-2 středovými; s 1 cévním svazkem; s mdlými řadami průduchů na všech površích; jehlice jsou v průřezu trojúhelníkově polokruhové; svazečkové pochvy brzy opadávají; jehlice zůstávají na stromě 3-4 roky.
Samčí (pylové) šištice jsou válcovité a nažloutlé. Samičí (semenné) šištice - šišky jsou zprvu bledě zelené, později, dozráváním, žlutohnědé; šišky jsou vejčité nebo kuželovitě vejčité či kulovité; rostou na koncích či po stranách větví na krátkých silných stopkách; šišky jsou 5-7 cm dlouhé, 4-6 cm široké; vyskytují se po jedné nebo v přeslenech po 2 . Šupiny šišek jsou široce obdélníkově klínovité a se zesíleným vrcholem. Výrůstky jsou kosočtverečné, s příčným hřbetem a 20 mm široké. Přírůstek prvního roku je horní, 10 mm široký, trojúhelníkový, vyčnívající a obvykle ukončený zakřiveným trnem. Semena jsou šedohnědá, téměř obvejčitá, 10 mm dlouhá a 5-6 mm široká. Křídla semen jsou volně připojená a 5 mm dlouhá. K opylení dochází v dubnu až květnu. Semena dozrávají v říjnu až listopadu druhého roku.

## Výskyt
Domovinou borovice Bungeovy je Čína (provincie Che-nan, Che-pej, Chu-pej, Kan-su, S’-čchuan, Šan-si, Šan-tung a Šen-si).

## Ekologie
Strom, rostoucí v rozsahu nadmořských výšek 500–2150 m v horách, často na vápencových skalách a na jih směřujících svazích, v severní části oblasti výskytu roste také na kyselých půdách; borovice Bungeova zde roste ve společnosti borovice čínské (Pinus tabuliformis) a listnatých dřevin. Borovice Bungeova je náročná na světlo, mrazuvzdorná do –28 °C; půdy vyžaduje kyselé, neutrální nebo zásadité a dobře pro vodu propustné.

## Využití člověkem
Semena borovice Bungeovy jsou jedlá a tradiční čínská medicína je používá ke zmírnění respiračních onemocnění. Využití stromu jako zdroje řeziva není příliš významné, v severovýchodní Číně je místně dřevo stromu využíváno jako řezivo ve stavebnictví, na výrobu kůlů, plotů, bran, krabic, nábytku a dýh.
V Číně a Koreji byl strom tradičně vysazován okolo chrámů a na hřbitovy. V USA je borovice Bungeova pěstována v několika botanických zahradách; v Evropě je mimo jiné pěstována například též v České republice v Botanické zahradě Univerzity Karlovy v Praze a v Botanické zahradě a arboretu Mendelovy univerzity v Brně a v několika dalších; ve Slovenské republice v Arboretu Mlyňany.

## Ohrožení
Strom není organizací IUCN považován za ohrožený, stav jeho populace je stabilní. Populace borovice Bungeovy je značně roztříštěna, ale je v jednotlivých místech výskytu hojná. Části populace stromu se vyskytují v nepřístupných oblastech. Většina oblastí, ve kterých strom roste, není chráněna, z chráněných oblastí je to například přírodní rezervace Wudaoxia Reserve.

## Galerie

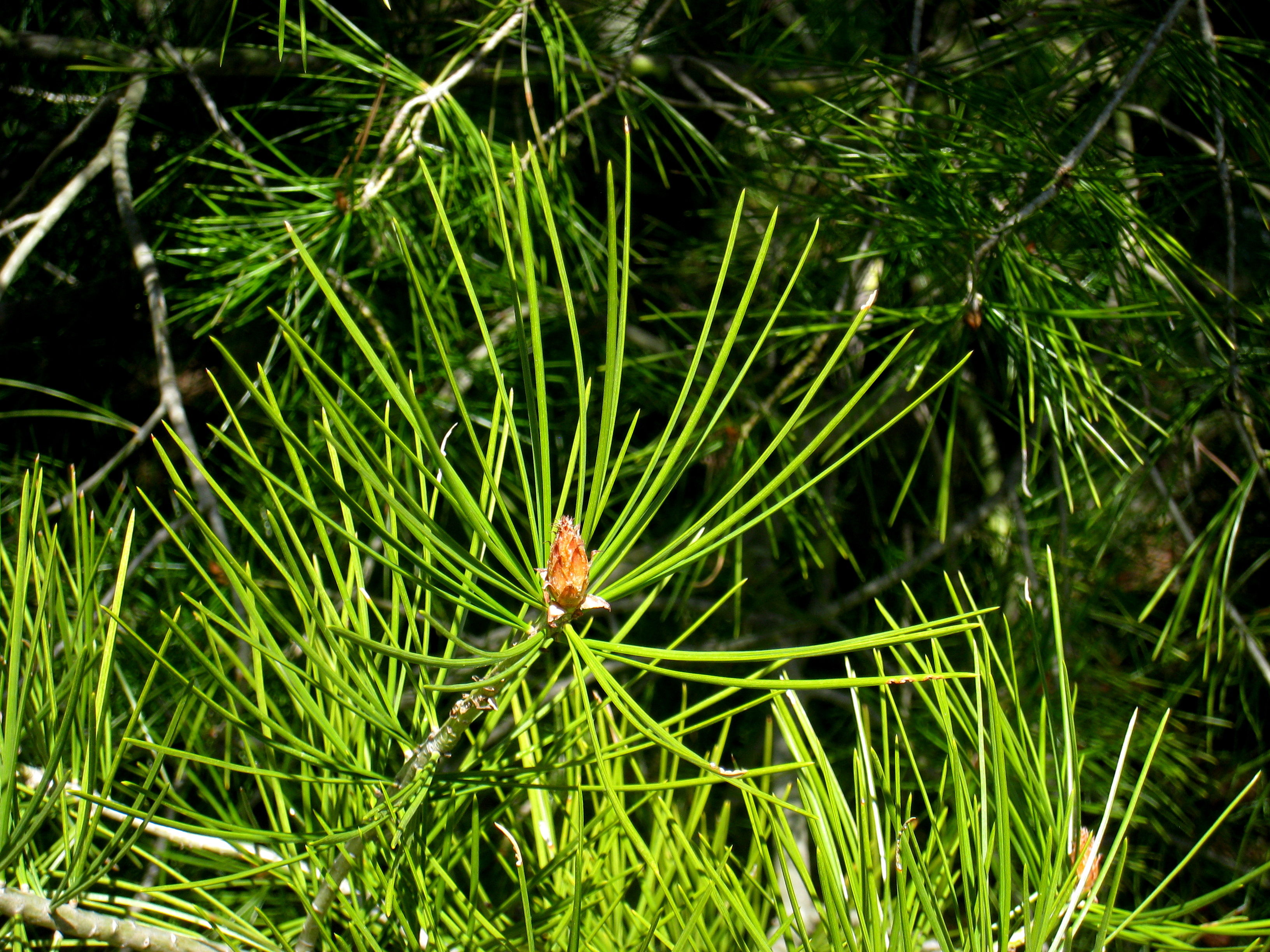
Větévka borovice Bungeovy
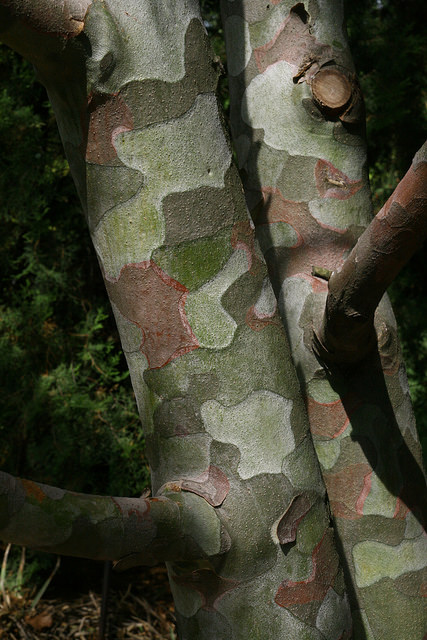
Borka borovice Bungeovy
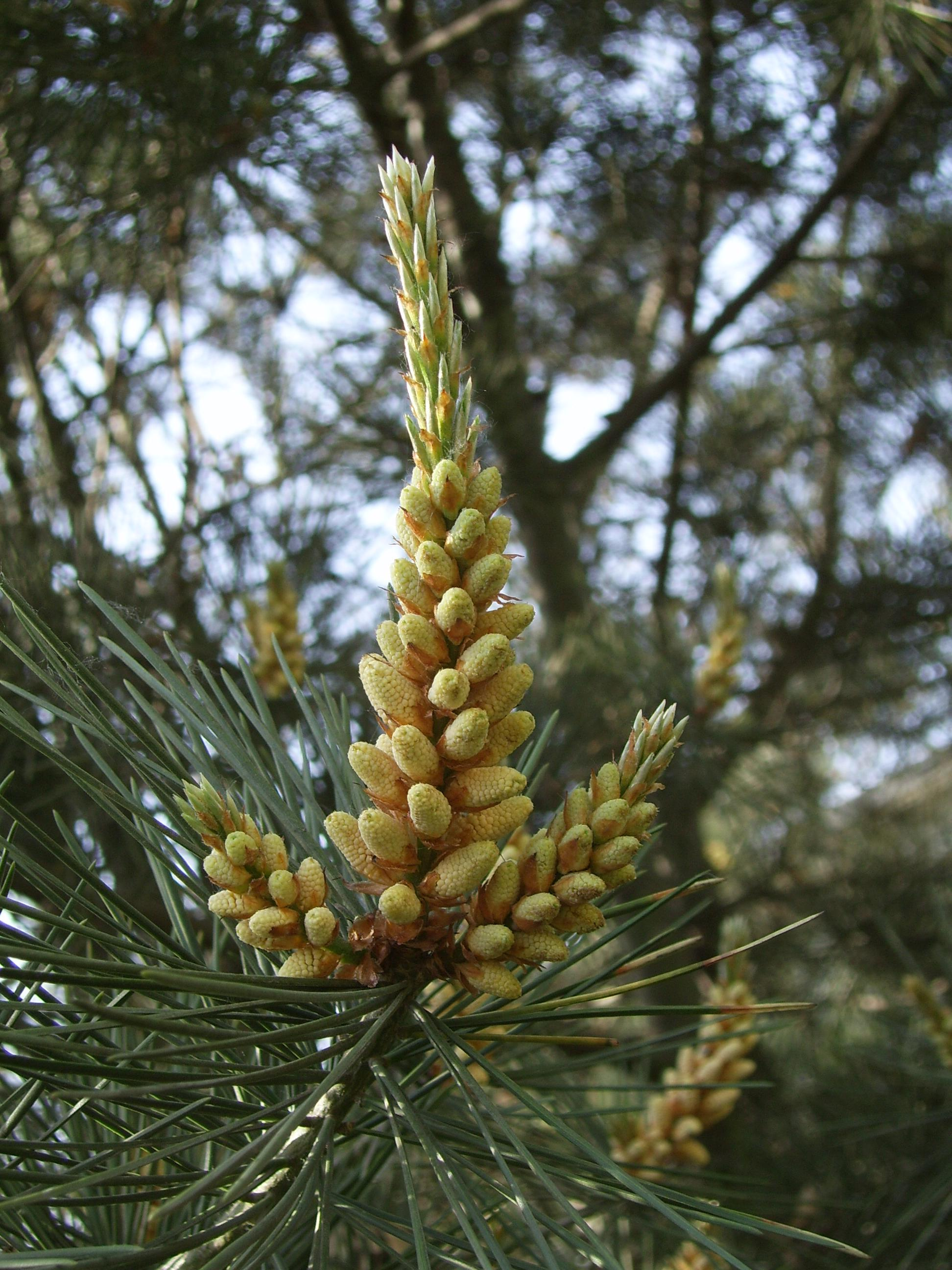
Samčí pylové šištice
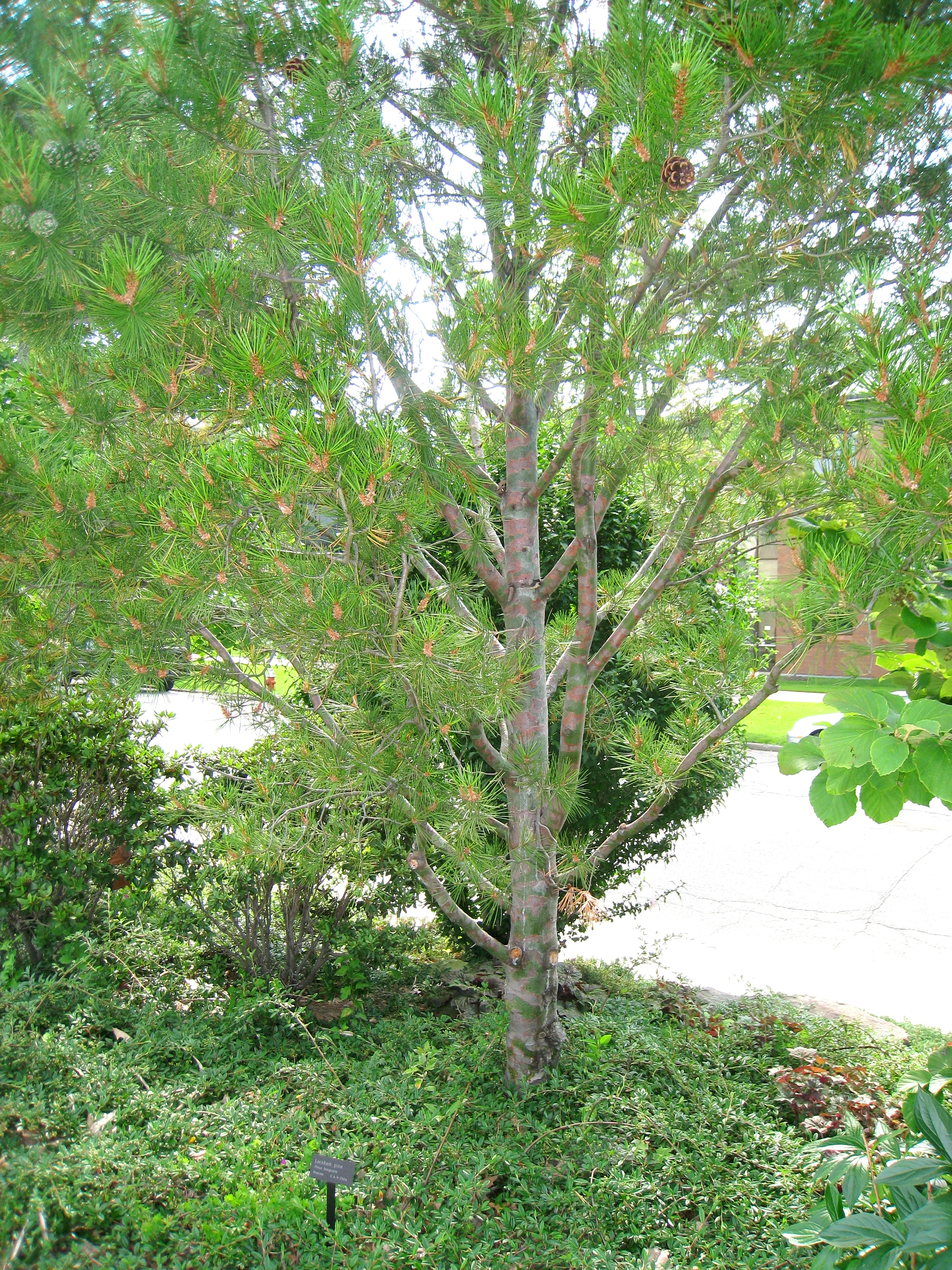
Mladá borovice Bungeova
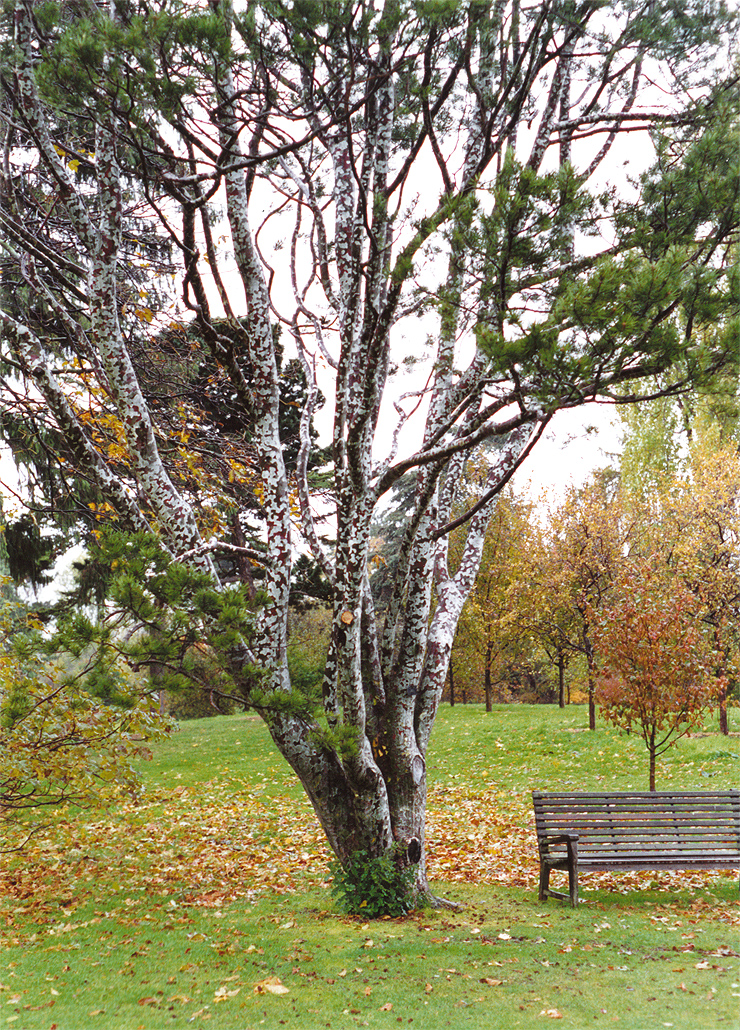
Borovice Bungeova s rozvětveným kmenem